# Нура (Єнбекшиказахський район)
Нура́ (каз. Нұра) — село у складі Єнбекшиказахського району Алматинської області Казахстану. Адміністративний центр Согетинського сільського округу.
Населення — 2817 осіб (2021; 4102 у 2009, 3079 у 1999, 3390 у 1989).